# جون إس. فاريل
جون إس. فاريل (بالإنجليزية: John S. Farrell)‏ هو سياسي أمريكي، ولد في 1880، وتوفي في 1938. حزبياً، نشط في الحزب الجمهوري.